# HMS Ardent (1764)
El HMS Ardent fue un navío británico del siglo XVIII de 64 cañones nominales, capturado en 1779 por Luis de Córdova y Córdova en el Canal de La Mancha, durante el bloqueo que las armadas coligadas de Francia y España realizaron a Inglaterra. Según el sistema de clasificación de la Royal Navy estaba considerado como navío de tercera categoría. El 28 de agosto de 1783 fue renombrado como HMS Tiger, al asignarse otro navío con el mismo nombre a la Royal Navy. Tras retirarle diversos elementos entre agosto y septiembre de 1783 fue vendido finalmente en Plymouth para desguace al año siguiente, por la cantidad de 550 £